# Argent viu (pel·lícula)
Argent viu  (títol original: Quicksilver) és una pel·lícula estatunidenca dirigida l'any 1986 per Thomas Michael Donnelly. La música d'aquesta pel·lícula va ser escrita i interpretada per Tony Banks, el teclista del grup Genesis. Ha estat doblada al català

## Argument
Jack Casey (Kevin Bacon) és més aviat dotat per les finances però una decisió borsària mal assegurada canvia el seu destí. Abandona els llocs de mercat per convertir-se en un missatger amb bicicleta. En el carrer, només ha de deixar-se guiar entre el punt A i el punt B, per lliurar cartes i paquets. Cap decisió a prendre si aquest no és el camí més ràpid. Però els seus nous amics, Hector, però sobretot la bonica Terri, necessiten la seva ajuda. Jack llavors ha de tornar a agafar confiança en ell mateix, i agafar coratge per afrontar els reptes que s'aixequen davant ell…

## Repartiment
- Kevin Bacon: Jack Casey
- Jami Gertz: Terri
- Paul Rodriguez: Hector Rodriguez
- Rudy Ramos: Gypsy
- Laurence Fishburne: Voodoo
- Louie Anderson: Tiny